# رازر الأسود
الموس الأسود Black Raazer، هو شخصية خيالية تظهر في الكتب المصورة الأمريكية التي تنشرها مارفل كومكس. كان الظهور الأول للشخصية  في أول سلسلة لرحلة ألفا.

## السيرة الذاتية للشخصية الخيالية
كان الموس الأسود ساحراً حوصرت روحه فيشفرة بغداد السوداء منذ قرون. تم تعيين المغامر يوجين جود المعروف بالعفريت لسرقة الشفرة في الثلاثينيات وأفعاله حررت الموس الشرير من سجنه، ولكن يوجين يستخدم معرفته لأستيعاب روح الشر في جسده. على الرغم من أن يوجين في وقت لاحق يتمكن من تحرير نفسه من الموس، تم إحضار الساحر لفترة وجيزة مرة أخرى، إلا أن يتحرر من قبل لوكي.
كان الموس عضوا في سيف الصحراء خلال حرب الخليج.
غالباً ما يشار إلى الموس الأسود بأنه عربي، ولكن في الواقع هو فارسي.

## القوى والقدرات والمعدات
الموس هو ساحر. وقد أثبت قدرته على أداء نوبات العنابر صوفية عن طريق الإيماءات أو هتافات. ويمكن أن ينشأ دخان بارد غير مقدس، والبحث باستخدام الحواس الصوفية ويمتلك قدرات شاعرية بما في ذلك: الفساد الأخلاقي، وغرس شعور القهر من الرهبة في الآخرين، وإدراك الكذب ويمكن للموس أيضاً رفع الأشياء عن طريق عقله.
منذ أن أصبحت شبح، أصبح للموس قدرات شبحية مختلفة بما في ذلك المساس، العوم في الهواء، والأختفاء—حتى أنه لا تلتقطه أجهزة الاستشعار الإلكترونية). كان يمكن أن يختفي تماماً وببساطة في الضباب. عندما يصبح غير الملموسة يمكنه أن يتحد مع الأشياء أو الأشخاص خصوصاً الفاسدين فهم أكثر سهولة بالنسبة له.
والأهم من ذلك للموس سيادة على قوة شفرة بغداد السوداء والذي لديه القدرة على إستخدامها دون الخضوع لتأثيرها المفسد.
شفرة بغداد السوداء عبارة عن سيف صوفي غير قابل للتدمير. كانت الشفرة سابقا أداة جيدة للسحر الفارسي، تم إفسادها من قبل الموس خلال فترة سجنه، وأصبح الموس سيد الشفرة. حيث بأمكانها قطع أي مادة بمجرد ملامستها، وتعطيل مجالات الطاقة، وأستنزاف السحر من المناطق المجاورة لها وأمتصاصه أو عكسه مرة أخرى، وبجانب "القطع" يمكن للنصل إستنزاف قوة الحياة من الناس وترك الضحية منكمشة إلى نصف حجمها السابق. وهذا يضيف إلى الموس قوة الحياة ويعزز السحر والجوانب المادية بما في ذلك بعض القوة فوق طاقة البشر.

## وصلات خارجية
- AlphaFlight.net - Alphanex Entry on Black Raazer
- Desert Sword at Marvel Comics نسخة محفوظة 20 يوليو 2013 على موقع واي باك مشين.